# Меланостигма Харина
Меланостигма Харина (лат. Melanostigma kharini) — вид морских лучепёрых рыб рода меланостигм из семейства бельдюговых.

## История изучения
Вид описан М. В. Орловской и А. В. Балушкиным по 7 образцам (голотип, 2 паратипа и 4 дополнительных экземпляра), полученным в двух экспедициях ТИНРО на судах “Мыс Тихий” (1977 г.) и “Мыс Дальний” (1978 г.) около Антарктическо Южнотихоокеанского поднятия (зона разломов Хизена и Элтенин, восточные окраины Новозеландской котловины, Южный океан). Позднее эти образцы были отправлены на хранение в фонды ЗИН РАН , где они изучались В. В. Федоровым, А. П. Андрияшевым и А. В. Нееловым. Видовое название было дано в честь российского ихтиолога Владимира Емельяновича Харина.

## Описание
Рыба с низким, удлинённым и утончённым телом; длина тела варьирует от 99 до 122 мм. Кожа нежная, подвижная, голая (без чешуи), с тонким желеобразным слоем. Голова небольшая, с очень крутым рыльным подъёмом, рот конечный, слабо скошен, задний край доходит до вертикали зрачка. Ноздрей одна пара, снабжена низкими кожными трубочками. Зубы на челюстях конические, подвижные, увеличиваются к передней части пасти. На предчелюстной кости у симфиза зубы расположены в два-три ряда, по мере продвижения вглубь рта число рядов падает до одного. Сошник и нёбо озублены (четыре зуба на сошнике и около десяти зубов на нёбе у голотипа соответственно). Жаберное отверстие некрупное, расположено выше верхнего края грудного плавника. Жаберных лучей шесть, тычинки с разветвлённым окончание, иногда в форме петушиного гребня.
Число позвонков варьирует от 96 до 97 (21-22 туловищных и 74-76 хвостовых). Позвонки амфицельные (кроме голотипа, см. раздел «Аномальное строение позвоночника голотипа»), с крупными невральными дугами и большими зигапофизами. При сочленении презигапофизы покрывают постзигапофизы предшествующего позвонка. Парапофизы видны с 3-го позвонка. Верхние рёбра начинаются с 2-го позвонка, нижние — начинаются с 4-го и заканчиваются не далее 9-го. Гипуральные пластинки срощены с уростилярным позвонком. Предуростилярный позвонок без верхнего остистого отростка; слабо окостеневшее epurale не нависает над ним.
Сейсмосенсорная система состоит из трёх соединяющихся за глазом (супраорбитального, инфраорбитального и темпорального) парных каналов, парных, но обособленных друг от друга и прочих частей системы преоперкуло-мандибулярных каналов и соединяющей темпоральные каналы супратемпоральной комиссуры с редуцированным медиальным сегментом. Корональная коммисура (соединающая супраорбитальные каналы) отсутствует. Темпоральные каналы и супратемпоральная комиссура лишены пор.
В спинном плавнике 91–92 лучей, в анальном — 71-73, в грудных — 8–9, в хвостовом — 10-11. Хвостовой плавник к концу утончается.
Кожа полупрозрачная, под ней просвечивает тёмная срединная часть туловища. Тело светло-серое, на верхней части головы, сверху туловища и по бокам отливает голубым. Брюхо и грудные плавники светлые. Рыло и хвост тёмные. Перитонеум, кайма вокруг ануса, ротовая и жаберная полости, конец хвоста, дыхательные перепонки и носовые трубочки чёрные. Жаберные лепестки белые, жаберные тычинки наружного и внутреннего ряда разделены серой плёнкой.

## Биология
Все известные образцы были подняты в весенне-летний период с глубин 240–780 м. Внутри голотипа сохранилась икра, заполнившаяя почти всё внутреннее пространство тела рыбы. Диаметр икринок — 1,5-2,2 мм.

### Питание
При рентгеновском исследовании внутри желудка одного из дополнительных образцов были выявлены остатки частично переваренной рыбы, проглоченной меланостигмой целиком. Особенности строения съеденной рыбы свидетельствуют о том, что жертва относилась к другому таксону. Примечательно, что съеденная рыба достигала достаточно крупных размеров (так, диаметр её позвонков превышал диаметр позвонков самой меланостигмы); остаётся непонятным, каким образом M. kharini охотится и поглощает столь крупную добычу. Вероятно, животное ориентируется в тёмных глубоких водах при помощи сейсмосенсорной системы, на что указывает её сильной развитие в передней части головы. Помимо меланостигмы Харина, прямое свидетельство хищнического поведения описано также для субантарктической меланостигмы Ольги, внутри желудка одного из образцов которой также были выявлены остатки частично переваренной рыбы относительно крупного размера.

### Аномальное строение позвоночника голотипа
Рентгенограмма голотипа показала необычную особенность строения позвонков особи: в передней части туловища они сочленяются между собой не амфицельно, подобно другим особям вида и иным видам меланостигм, а плевроцельно, как у высших позвоночных. Причины и частота встречаемости в популяции этого аспекта анатомии остаются неустановленными.